# Páll Klettskarð
Páll Andrasson Klettskarð (Klaksvík, 17 maggio 1990) è un calciatore faroese, attaccante del KÍ Klaksvík e della nazionale faroese.

## Carriera

### Club
Ha giocato nella prima divisione faroese, della quale nel 2012 è anche stato capocannoniere.
In carriera ha totalizzato complessivamente 31 presenze e 8 reti nei turni preliminari delle varie competizioni UEFA per club.
Nella stagione 2023-2024 ha segnato un gol nella fase a gironi della Conference League, nella quale ha giocato tutte e 6 le partite del girone.

### Nazionale
Nel 2019 ha esordito nella nazionale faroese; in precedenza aveva giocato anche nella nazionale Under-21.

## Statistiche

### Cronologia presenze e reti in nazionale
| Cronologia completa delle presenze e delle reti in nazionale ― Fær Øer | Cronologia completa delle presenze e delle reti in nazionale ― Fær Øer | Cronologia completa delle presenze e delle reti in nazionale ― Fær Øer | Cronologia completa delle presenze e delle reti in nazionale ― Fær Øer | Cronologia completa delle presenze e delle reti in nazionale ― Fær Øer | Cronologia completa delle presenze e delle reti in nazionale ― Fær Øer | Cronologia completa delle presenze e delle reti in nazionale ― Fær Øer | Cronologia completa delle presenze e delle reti in nazionale ― Fær Øer |
| Data                                                                   | Città                                                                  | In casa                                                                | Risultato                                                              | Ospiti                                                                 | Competizione                                                           | Reti                                                                   | Note                                                                   |
| ---------------------------------------------------------------------- | ---------------------------------------------------------------------- | ---------------------------------------------------------------------- | ---------------------------------------------------------------------- | ---------------------------------------------------------------------- | ---------------------------------------------------------------------- | ---------------------------------------------------------------------- | ---------------------------------------------------------------------- |
| 21-2-2013                                                              | Bangkok                                                                | Thailandia                                                             | 2 – 0                                                                  | Fær Øer                                                                | Amichevole                                                             | -                                                                      | 78’                                                                    |
| 7-6-2013                                                               | Dublino                                                                | Irlanda                                                                | 3 – 0                                                                  | Fær Øer                                                                | Qual. Mondiali 2014                                                    | -                                                                      | 64’                                                                    |
| 11-6-2013                                                              | Stoccolma                                                              | Svezia                                                                 | 2 – 0                                                                  | Fær Øer                                                                | Qual. Mondiali 2014                                                    | -                                                                      | 87’                                                                    |
| 14-8-2013                                                              | Reykjavík                                                              | Islanda                                                                | 1 – 0                                                                  | Fær Øer                                                                | Amichevole                                                             | -                                                                      | 68’                                                                    |
| 6-9-2013                                                               | Astana                                                                 | Kazakistan                                                             | 2 – 1                                                                  | Fær Øer                                                                | Qual. Mondiali 2014                                                    | -                                                                      | 80’                                                                    |
| 10-9-2013                                                              | Tórshavn                                                               | Fær Øer                                                                | 0 – 3                                                                  | Germania                                                               | Qual. Mondiali 2014                                                    | -                                                                      | 68’                                                                    |
| 11-10-2013                                                             | Tórshavn                                                               | Fær Øer                                                                | 1 – 1                                                                  | Kazakistan                                                             | Qual. Mondiali 2014                                                    | -                                                                      | 77’                                                                    |
| 15-10-2013                                                             | Tórshavn                                                               | Fær Øer                                                                | 0 – 3                                                                  | Austria                                                                | Qual. Mondiali 2014                                                    | -                                                                      | 74’                                                                    |
| 19-11-2013                                                             | Attard                                                                 | Malta                                                                  | 3 – 2                                                                  | Fær Øer                                                                | Amichevole                                                             | -                                                                      |                                                                        |
| 7-9-2014                                                               | Tórshavn                                                               | Fær Øer                                                                | 1 – 3                                                                  | Finlandia                                                              | Qual. Euro 2016                                                        | -                                                                      | 45’                                                                    |
| 11-10-2014                                                             | Belfast                                                                | Irlanda del Nord                                                       | 2 – 0                                                                  | Fær Øer                                                                | Qual. Euro 2016                                                        | -                                                                      | 75’                                                                    |
| 3-6-2016                                                               | Francoforte sul Meno                                                   | Kosovo                                                                 | 2 – 0                                                                  | Fær Øer                                                                | Amichevole                                                             | -                                                                      | 68’                                                                    |
| 7-10-2016                                                              | Riga                                                                   | Lettonia                                                               | 0 – 2                                                                  | Fær Øer                                                                | Qual. Mondiali 2018                                                    | -                                                                      | 90’                                                                    |
| 25-3-2017                                                              | Andorra La Vella                                                       | Andorra                                                                | 0 – 0                                                                  | Fær Øer                                                                | Qual. Mondiali 2018                                                    | -                                                                      |                                                                        |
| 24-3-2023                                                              | Chișinău                                                               | Moldavia                                                               | 1 – 1                                                                  | Fær Øer                                                                | Qual. Euro 2024                                                        | -                                                                      | 79’                                                                    |
| 14-11-2024                                                             | Erevan                                                                 | Armenia                                                                | 0 – 1                                                                  | Fær Øer                                                                | UEFA Nations League 2024-2025 - 1º turno                               | -                                                                      | 68’                                                                    |
| 17-11-2024                                                             | Skopje                                                                 | Macedonia del Nord                                                     | 1 – 0                                                                  | Fær Øer                                                                | UEFA Nations League 2024-2025 - 1º turno                               | -                                                                      | 79’                                                                    |
| 22-3-2025                                                              | Hradec Králové                                                         | Rep. Ceca                                                              | 2 – 1                                                                  | Fær Øer                                                                | Qual. Mondiali 2026                                                    | -                                                                      | 79’                                                                    |
| 25-3-2025                                                              | Nikšić                                                                 | Montenegro                                                             | 1 – 0                                                                  | Fær Øer                                                                | Qual. Mondiali 2026                                                    | -                                                                      | 46’                                                                    |
| 5-6-2025                                                               | Tbilisi                                                                | Georgia                                                                | 1 – 0                                                                  | Fær Øer                                                                | Amichevole                                                             | -                                                                      | 71’                                                                    |
| 9-6-2025                                                               | Tórshavn                                                               | Fær Øer                                                                | 2 – 1                                                                  | Gibilterra                                                             | Qual. Mondiali 2026                                                    | -                                                                      | 64’                                                                    |
| Totale                                                                 |                                                                        | Presenze                                                               | 21                                                                     |                                                                        | Reti                                                                   | 0                                                                      |                                                                        |

## Palmarès

### Club

#### Competizioni nazionali
- Campionato faroese: 4

KÍ Klaksvík: 2019, 2021, 2022, 2023
- Coppa delle Isole Fær Øer: 2

Víkingur Gøta: 2012
KÍ Klaksvík: 2016

### Individuale
- Capocannoniere del campionato faroese: 3

2012 (22 reti), 2023 (15 reti), 2024 (17 reti)